# Comté de Franklin (Caroline du Nord)
Pour les articles homonymes, voir Comté de Franklin.
Le comté de Franklin (en anglais : Franklin County) est un comté situé dans l'État de Caroline du Nord aux États-Unis. Son siège est Louisburg. En 2020, sa population s'élève à 68 573 habitants.

## Histoire
Le comté est formé en 1779, à partir de la moitié sud du comté de Bute, aujourd'hui disparu. Il tient son nom de Benjamin Franklin. En 1881, des parties des comtés de Franklin, de Warren et Granville sont séparées pour former le comté de Vance.

## Démographie
| Groupe            | Comté de Franklin | Caroline du Nord | États-Unis |
| ----------------- | ----------------- | ---------------- | ---------- |
| Blancs            | 66,0              | 68,5             | 72,4       |
| Afro-Américains   | 26,7              | 21,5             | 12,6       |
| Autres            | 4,4               | 4,4              | 6,4        |
| Métis             | 1,8               | 2,2              | 2,9        |
| Amérindiens       | 0,5               | 1,3              | 0,9        |
| Asiatiques        | 0,5               | 2,2              | 4,8        |
| Total             | 100               | 100              | 100        |
|                   |                   |                  |            |
| Latino-Américains | 7,9               | 8,4              | 16,7       |

| 1790  | 1800  | 1810   | 1820  | 1830   | 1840   |
| ----- | ----- | ------ | ----- | ------ | ------ |
| 7 502 | 8 529 | 10 166 | 9 741 | 10 665 | 10 980 |

| 1850   | 1860   | 1870   | 1880   | 1890   | 1900   |
| ------ | ------ | ------ | ------ | ------ | ------ |
| 11 713 | 14 107 | 14 134 | 20 829 | 21 090 | 25 116 |

| 1910   | 1920   | 1930   | 1940   | 1950   | 1960   |
| ------ | ------ | ------ | ------ | ------ | ------ |
| 24 692 | 26 667 | 29 456 | 30 382 | 31 341 | 28 755 |

| 1970   | 1980   | 1990   | 2000   | 2010   | - |
| ------ | ------ | ------ | ------ | ------ | - |
| 26 820 | 30 055 | 36 414 | 47 260 | 60 619 | - |

## Communautés

### Towns
- Bunn
- Centerville
- Louisburg (siège)
- Wake Forest
- Youngsville

### Census-designated place
- Lake Royale